# Ясногородський Євген Фраімович
Ясногородський Євген Фраімович (нар. 15 жовтня 1937, Вищеольчедаїв,  Мурованокуриловецький район, Вінницька область) — білоруський архітектор.

## Біографія
Закінчив Центральноазіатський політехнічний інститут у Ташкенті в 1960 році. Працював архітектором, керівником майстерні в Ташкенті. З 1971 по 1981 рік — головний архітектор проектів Білдержпроекту.
Член Спілки архітекторів СРСР з 1963 року. Живе у Ташкенті.

## Творчість
Брав участь у проектуванні громадського торгового центру в житловому районі, ресторану на 600 місць у Ташкенті, серії великопанельних житлових будинків для Ташкента.
Основні роботи (в авторському колективі) в Білорусі: будівлі Фізико-технічного інституту НАН Білорусі (1977) та Науково-дослідного інституту мікробіології АН БССР у Мінську, реконструкція кінотеатру «Перемога» в Орші.

## Нагороди
За проект дитячого садка-яслі на 140 місць (1962 р.) нагороджений медаллю, дипломом III ступеня на Всесоюзному огляді творчості молодих архітекторів.

## Сім'я
Одружений з архітекторкою Наталією Ясногородською.